# Кулдашев, Абдулла Хамидуллаевич
Кулдашев Абдулла Хамидуллаевич (узб. Қўлдошев Абдулла Ҳамидуллаевич, 5 сентября 1959, Ташкентская область) — узбекский военный и государственный деятель, министр по чрезвычайным ситуациям Республики Узбекистан с 2022 по 2025 годы, генерал-майор.

## Биография
Родился 5 сентября 1959 года в Ташкентской области.

### Образование
Заканчивал Алма-Атинское пожарно-техническое училище МВД СССР и Ташкентский факультет высшей инженерной пожарно-технической школы МВД (закончил в 1986 году).

### Трудовая деятельность
С 1986  года инженер отдела пожарной техники и средств связи Управления пожарной охраны  МВД.
С 1997 по 2001 годы заместитель начальника Управления пожарной охраны МВД.
С 2001 по 2005 годы  начальник ГУПБ МВД.
С 2005 по 2009 годы заместитель министра  МВД.
С 2009 по 2011 годы начальник УВД Кашкадарьинской области.
С 2011 по 2012 годы начальник УВД Самаркандской области.
Начальник Высшей технической школы пожарной безопасности в 2012—2018 гг.
Работал первым заместителем министра по чрезвычайным ситуациям Республики Узбекистан с 23 мая 2018 г. по 1 марта 2022 г.
1 марта 2022 года назначен министром по чрезвычайным ситуациям Республики Узбекистан.
25 февраля 2025 года освобождён от должности и отправлен в отставку.

### Звание и награды
10 января 2008 года присвоено звание генерал-майора.

## Встречи с иностранными делегациями
В 2021 году Абдулла Кулдашев провел встречу с южнокорейской делегацией во главе с первым заместителем Корейско-узбекской бизнес-ассоциации Ким Чанг Кеоном в должности заместителя министра по чрезвычайным ситуациям. На встрече обсуждались вопросы, связанные с реализацией проекта по развитию образования в сфере общественной безопасности. По предложению представителей ассоциации в сотрудничестве с Федерацией ассоциаций пожарных Южной Кореи был сформирован консорциум по продвижению и реализации комплекса проектов, связанных с развитием образования в сфере общественной безопасности для улучшения общественного и система пожарной безопасности в Узбекистане. Предусматривались следующие проекты: строительство учебного центра по пожарной безопасности, учебного заведения в области пожарной безопасности, госпиталя для ветеранов государственной службы, объектов социального отдыха и реабилитации для государственных служащих и другие мероприятия. Общая стоимость этих проектов составила около 50 миллионов долларов.

## Визиты за границу
В апреле 2019 года, когда на территории Республики Казахстан разбился автобус с гражданами Узбекистана, на место происшествия прибыла правительственная комиссия по оказанию помощи пострадавшим во главе с первым заместителем министра МЧС Узбекистана Абдуллой Кулдашевым, которая приняла меры по оказанию помощи.